# Santuario di Trezzo (Dumenza)

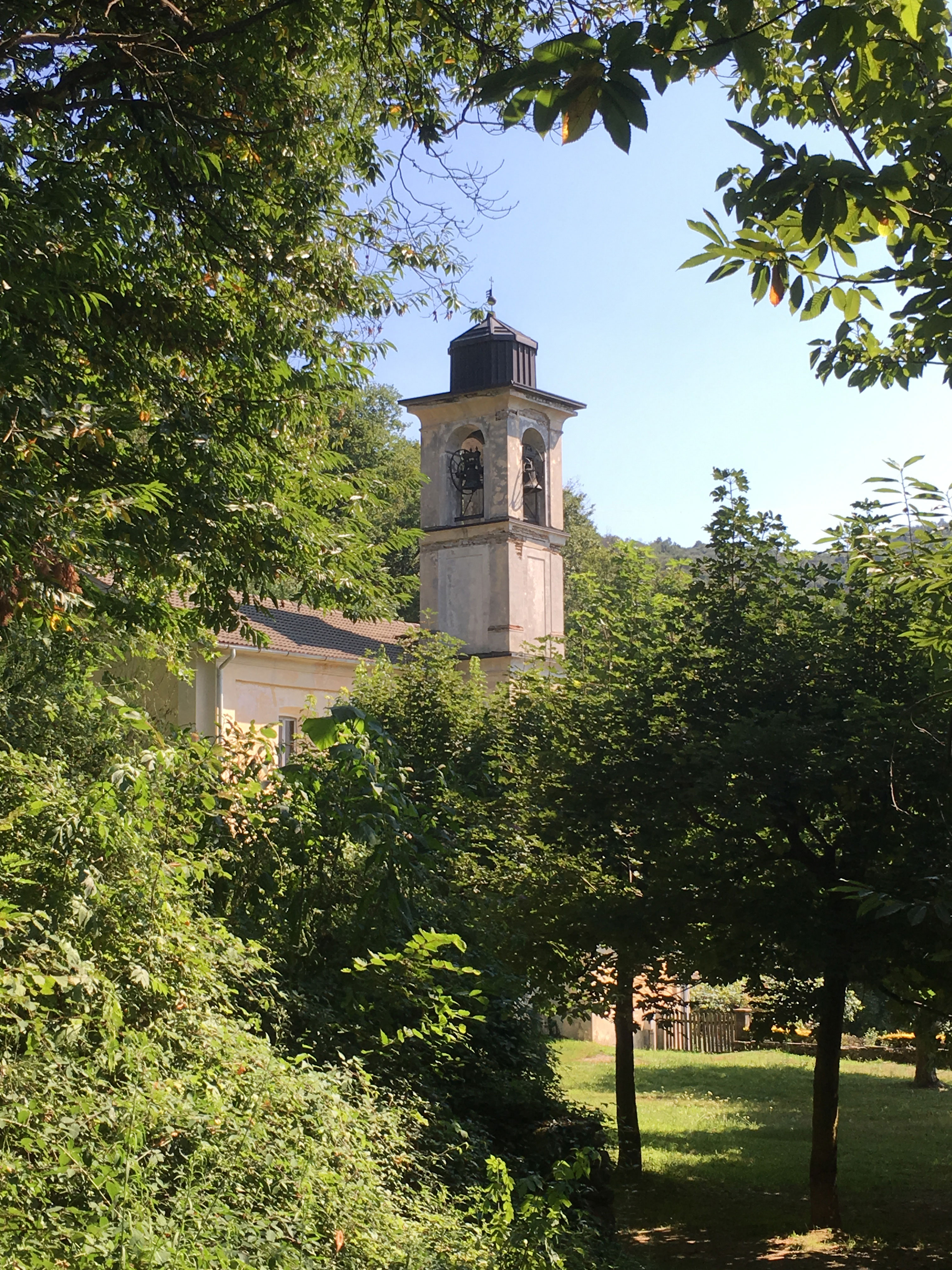
Außenansicht

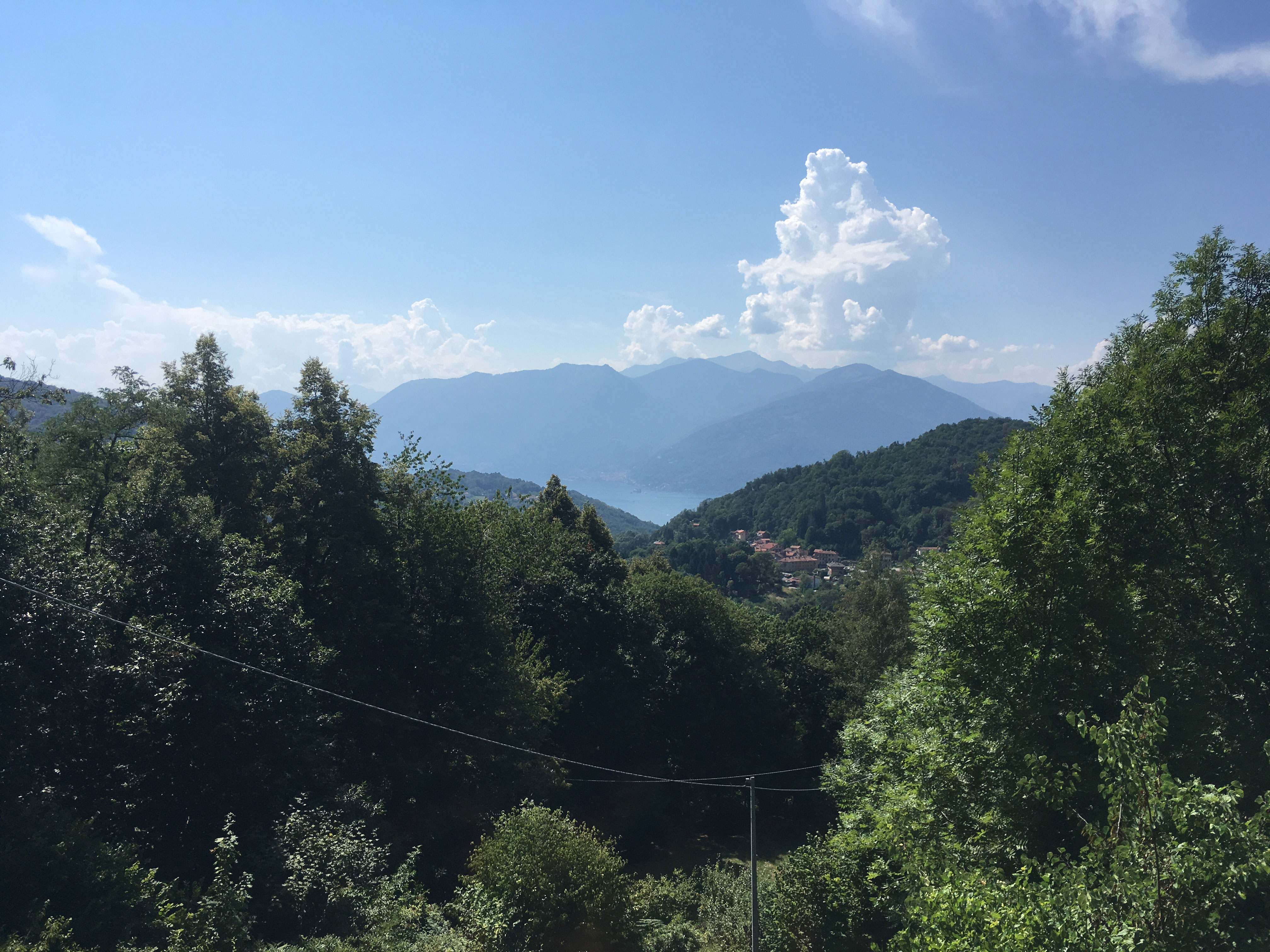
Aussicht von der Kirche

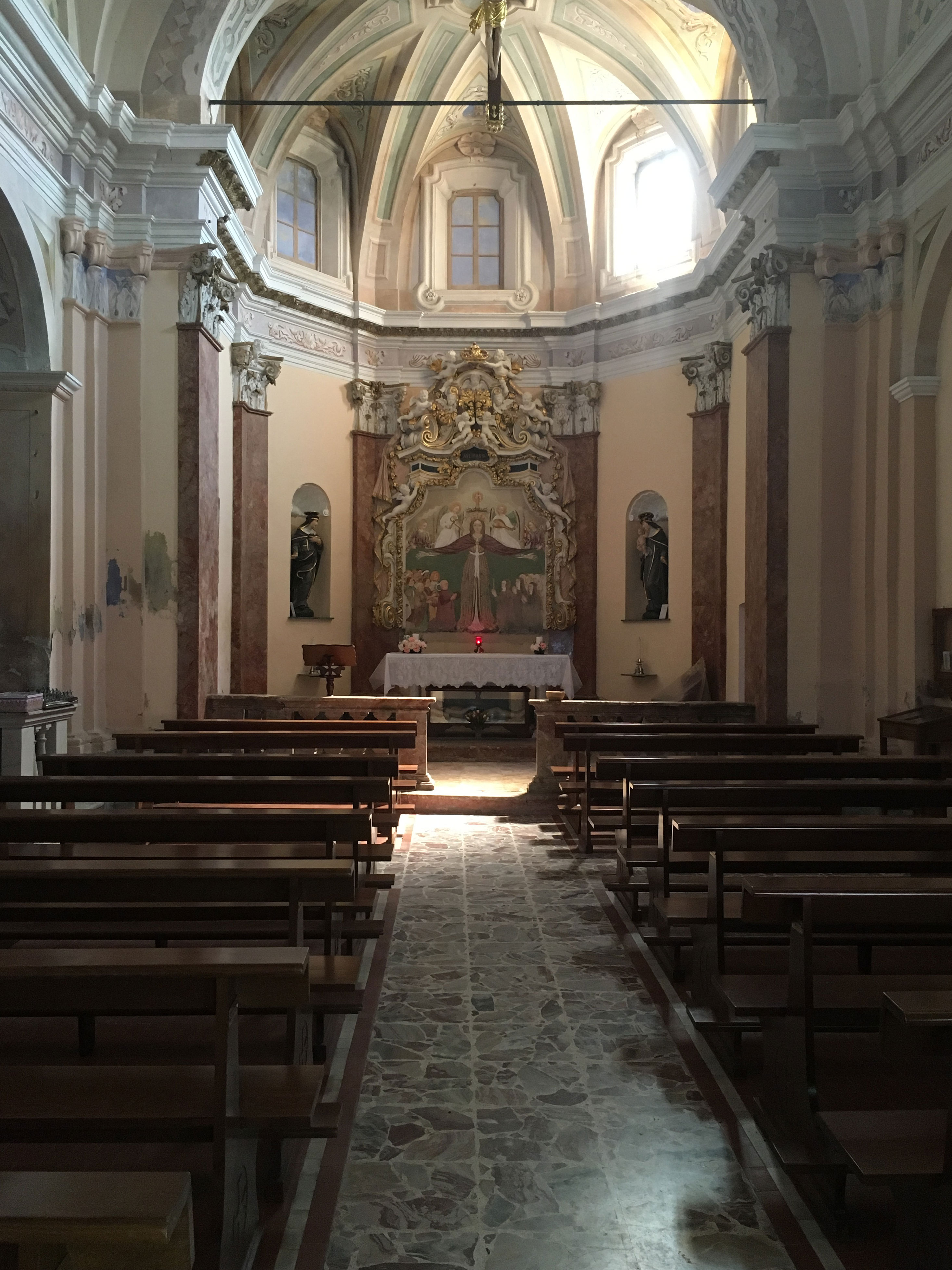
Innenansicht

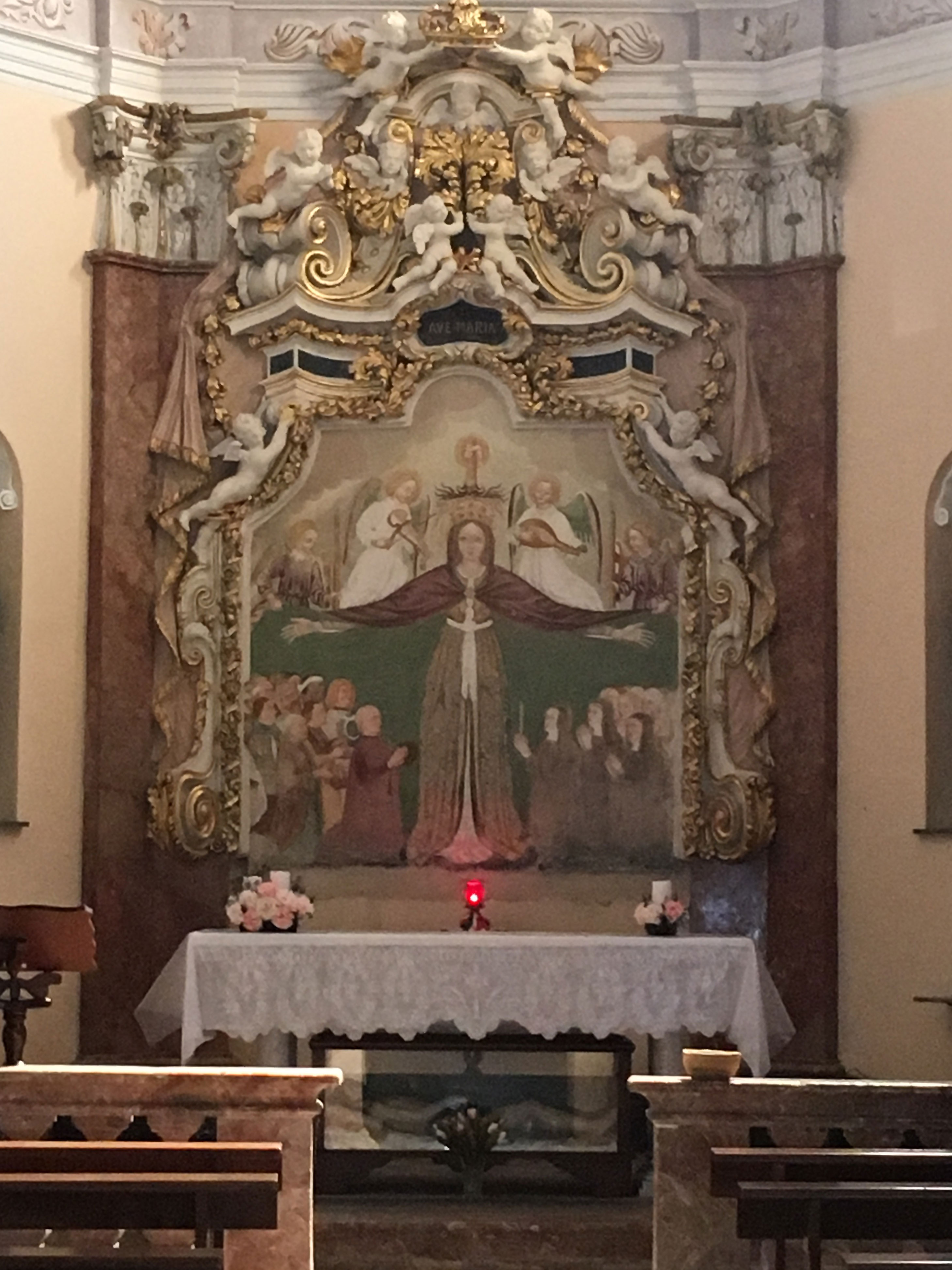
Fresko und Hauptaltar

Das Santuario di Trezzo, vollständig Santuario della Beata Vergine Maria Assunta di Trezzo (deutsch Heiligtum Mariä Himmelfahrt von Trezzo), auch Madonna di Trezzo genannt, ist eine römisch-katholische Marienwallfahrtskirche und ein ehemaliges Benediktinerinnenkloster in der Gemeinde Dumenza in der Provinz Varese in der italienischen Region Lombardei. Der Barockbau aus dem Jahr 1526 liegt in der Nähe der Grenze zwischen Italien und der Schweiz und ist daher ein Marienheiligtum und Kulturgut von grenzüberschreitender Bedeutung. Die Kirche gehört organisatorisch zur Kirchengemeinde San Giorgio in Dumenza, die wiederum Teil des Erzbistums Mailand ist.

## Lage und Umgebung
Die Kirche steht im Osten oberhalb des Ortsteils Trezzino auf 568 m s.l.m. an einem bewaldeten Abhang am Wanderweg 172, der von Dumenza auf den Hügel Monte Clivio sowie nach Astano in der Schweiz führt. Die Staatsgrenze zwischen Italien und der Schweiz ist rund 700 Meter in südöstlicher Richtung vom Heiligtum entfernt. Der Aufstieg von Dumenza zur Kirche führt über die Via Crucis, einen Kreuzweg mit insgesamt 432 Treppenstufen und 13 Stationskapellen. Die 14. Station ist das Heiligtum selbst. Vom Vorplatz der Kirche aus hat man eine gute Aussicht über das Val Dumentina und auf den Lago Maggiore.

## Geschichte
Der Legende nach soll der Ursprung der Kirche auf ein Wunder zurückgehen, das sich während der Pestepidemie des Jahres 1348 ereignet habe. Eine sechzehnjährige Jugendliche aus Dumenza, die seit ihrer Geburt taubstumm war, habe am heutigen Standort der Kirche Ziegen weiden lassen und dabei die Mutter Jesu angerufen, um diese um ein Ende der Pestplage zu bitten. Darauf sei ihr die Jungfrau Maria tatsächlich erschienen und habe ihr aufgetragen, die Bevölkerung zum Gebet, zur Buße und zur Errichtung einer Kirche am Ort der Erscheinung anzuhalten. Die Jugendliche sei auf wundersame Weise von ihrer Taubstummheit geheilt worden und ins Dorf Dumenza geeilt, wo sie das Erlebte verkündete. Da sie plötzlich wieder hören und sprechen konnte, habe ihr die Dorfbevölkerung geglaubt. Die Nachricht des Wunders habe sich schon bald bis in die Nachbardörfer verbreitet, worauf sich ein langer Prozessionszug an den Ort der Erscheinung begeben habe. Nach dem Versprechen, an diesem Ort eine Kirche zu errichten, sei die Pest plötzlich verschwunden.
Als historisch gesichert gilt, dass die Kirche am 29. April 1526 von Francesco Landino, Titularbischof von Laodicea und Suffragan von Ippolito II. d’Este (1509–1572), dem Erzbischof Mailands, geweiht wurde. Überlieferte notarielle Urkunden belegen zudem, dass hinter dem Heiligtum spätestens seit 1528 ein Benediktinerinnenkloster ohne Klausur bestanden hat. 1567 wurde das Kloster aufgrund von internen Streitigkeiten von Bischof Gerolamo Politi, einem Delegierten des Mailänder Erzbischofs Karl Borromäus (1538–1584), besucht. Zuvor war die Äbtissin des Klosters, Anna de Daverio, wegen des Streits mit ihren Ordensschwestern nach Luino geflohen, wo sie seither unter dem Schutz der Gräfin Rusca stand. Wegen anhaltender schwerer Missstände reiste Erzbischof Karl Borromäus 1574 persönlich nach Trezzino und schloss das Kloster. Während die Nonnen nach Mailand versetzt und der Klosterbesitz an Private verkauft wurde, verblieb das Marienheiligtum in der Pfarrei.
1578 besuchte Bernardino Taruggi (1540–1605), ein Delegierter des Erzbischofs Karl Borromäus, das Heiligtum erneut, wobei er den Umbau der Kirche im Barockstil anordnete. Später wurde die Kirche mit einem neuen Gewölbe versehen und auch sonst stark umgestaltet.
Seither wird das Marienheiligtum mit diversen angeblichen Wundern in Verbindung gebracht. So soll Paolo Bacchetta (1600–1672), der Pfarrer von Astano, am 19. Februar 1656 beispielsweise bei einem Raubüberfall dank der Anrufung der Madonna von Trezzo drei Banditen entkommen sein. Die Szene wurde auf einem zeitgenössischen, dreiteiligen Ölgemälde festgehalten, das sich heute in der Bruderschaftskapelle „Oratorio della Confraternita del Rosario“ der Pfarrkirche San Pietro in Astano befindet.
Das wohl bekannteste Wunder soll sich am 15. August 1798 ereignet haben, als der schwer an Tuberkulose erkrankte und an Krücken gehende Schneider Francesco Zanetti aus Astano bei einem Besuch des Heiligtums auf wundersame Weise geheilt wurde.

## Baubeschreibung
Ursprünglich war der Haupteingang in der westlichen Seitenwand, in der Nähe des Kirchturms. Heute wird die Kirche durch das nördliche Eingangsportal betreten, das 1950 von Pietro Luvini geschaffen wurde. Das große Fresko der Mutter Jesu Christi als Schutzmantelmadonna stammt aus dem 16. Jahrhundert. Marias Mantel wird von zwei Engeln mitgetragen. Darunter stehen auf der rechten Seite Nonnen und auf der linken Seite ein Kaplan und Gemeindemitglieder. Das Fresko ist von barockem Stuck aus dem 18. Jahrhundert umgeben, der goldene spiralförmige Verzierungen und insgesamt elf Engel enthält.
Unter dem Fresko steht der Altar, auf dem ein ewiges Licht brennt. Im gläsernen Sarg unter dem Altar liegt eine bemalte, aus Feigenholz gefertigte Statue des verstorbenen Jesus Christus aus dem 17. Jahrhundert. Fresko und Altar werden von zwei Holzstatuen in Wandnischen flankiert, von denen die linke Katharina von Siena und die rechte Rosa von Lima darstellt. In der Mitte des Apisgewölbes hängt ein Holzkreuz aus dem 17. Jahrhundert.
Links neben dem Chor liegt die seitliche Grabkapelle mit einem weiteren Altar, auf dem ein reich verziertes Tabernakel aus Marmor steht. Das Fresko darüber stammt von C. Radice aus dem Jahr 1872. Im Kirchenschiff sind zwei weitere Fresken aus dem 18. Jahrhundert vorhanden. Das eine zeigt Maria mit dem Jesuskind zwischen den Heiligen Gratus von Aosta und Antonius dem Großen und ist stark verfallen. Das zweite stellt die  Vermählung Marias dar und wurde offenbar stark neu bemalt.
Der Kirchturm enthielt ursprünglich lediglich eine einzelne Kirchenglocke. Diese wurde durch drei neue Glocken der Firma Bianchi von Bizzozero ersetzt, die am 1. August 1914 geweiht wurden.
Der Kreuzweg Via Crucis mit seinen 13 Stationskapellen geht auf das 17. Jahrhundert zurück. Die in den Kapellen enthaltenen Fresken wurden 1903 von Carlo Moroni (1882–1939) aus Cuggiono restauriert und 1988 mehrheitlich durch Hochreliefs ersetzt.